# ماریتس کیرگارد
ماریتس کیرگارد (دانمارکی: Maurits Kjaergaard؛ زادهٔ ۲۶ ژوئن ۲۰۰۳) بازیکن فوتبال اهل دانمارک است که در پست هافبک برای باشگاه فوتبال لیفرینگ اتریش بازی می‌کند.
وی همچنین در تیم‌های ملی فوتبال زیر ۱۶ سال و زیر ۱۷ سال دانمارک بازی کرده‌است.